# José Audignon
Pas d'image ? Cliquez ici

a Compétitions nationales et continentales officielles uniquement.

b Matchs officiels uniquement.
José Audignon, né le 22 avril 1919 à Salado-Barra (Honduras) et mort le 6 mai 2013 à Gradignan, est un joueur français de rugby à XV et de rugby à XIII.

## Biographie
Né à Salado-Barra en Honduras où son père tenait un comptoir, il rejoint la France à seulement dix-huit mois et grandit à Hagetmau.
Il connaît une sélection en équipe de France lors d'une rencontre de Coupe d'Europe le 23 novembre 1947. Il joue au poste de centre aux côtés d'Odé Lepes, Puig-Aubert et Paul Déjean et voit la victoire de la France 29-21.
Parallèlement à sa carrière sportive, il est professeur d'éducation physique au C.R.E.P.S. de Talence.

## Palmarès

### Détails en sélection en équipe de France
| 1. | 23 novembre 1947 | Pays de Galles | 29-21 | Coupe d'Europe | Centre | - | - | - | - |